# Цапенко Олександр Володимирович
Олекса́ндр Володи́мирович Цапе́нко — гравець національної збірної України з регбі, грає на позиції замка в другому ряду сутички.